# アンドリュー・ロバートソン (サッカー選手)
アンドリュー・ヘンリー・ロバートソン（Andrew Henry Robertson, 1994年3月11日 - ）は、スコットランド・グラスゴー出身のサッカー選手。プレミアリーグ・リヴァプールFC所属。スコットランド代表。ポジションはディフェンダー、ミッドフィールダー。

## クラブ経歴

### 初期
地元グラスゴーのセルティックのユースチームでキャリアをスタートさせたが、U-15チームの段階で身体の小ささを理由に退団させられ、クイーンズ・パークへ移籍した。
2012-13シーズンにクイーンズ・パーク（当時4部リーグ所属）でトップチームに昇格。2012年7月28日のスコティッシュ・チャレンジカップ、ベリック・レンジャーズ戦でデビュー。スーパーマーケットで働き生計を立てながら、シーズンで計40試合以上に出場した。クイーンズ・パークは3位でリーグ戦を終えたが、ピーターヘッドとのプレーオフに敗れ昇格を逃した。

### ダンディー・ユナイテッド
2013年6月3日にスコティッシュ・プレミアシップのダンディー・ユナイテッドへ移籍。ロバートソンとしては4部リーグからトップリーグへと飛び級で昇格したこととなったが、ジャッキー・マクナマラ監督の元で主力として活躍。パーティック・シッスルとの開幕戦でデビューすると、9月22日のマザーウェル戦で初ゴールを記録。9月の月間最優秀若手選手に選出され、10月にはダンディー・ユナイテッドと2016年までの新契約を結んだ。11月には月間最優秀選手に選出された。このシーズンも計40試合以上に出場。2014年4月にはスコティッシュ・プレミアシップの年間最優秀若手選手と年間ベストイレブンに選出された。

### ハル・シティ
2014年7月29日、移籍金285万ポンド、3年契約でイングランド・プレミアリーグのハル・シティへ移籍。QPRとの開幕戦でプレミアリーグデビューを果たすなど、加入してすぐにチームにフィットし、クラブの8月の月間最優秀選手に選出された。
2015年11月3日のブレントフォード戦でハル・シティでの初ゴールを記録。2016年5月28日のシェフィールド・ウェンズデイとのチャンピオンシップ・プレーオフ・ファイナルでは先発出場し、ハル・シティの勝利と1シーズンでのプレミアリーグ復帰に貢献した。

### リヴァプール
2017-18シーズン開幕前の2017年7月21日、再びチャンピオンシップへと降格したハル・シティからリヴァプールFCへ移籍金800万ポンド、複数年契約で移籍。8月19日クリスタル・パレス戦でリヴァプールでのデビュー戦を飾った。
移籍直後は十分な出場機会を得られずにいたが、2017年12月に同ポジションのアルベルト・モレノが負傷離脱以降はレギュラーポジションを掴み、1月14日の首位マンチェスター・シティに勝利した試合ではパフォーマンスが称賛された。2017-18シーズンの最終戦となったブライトン戦で移籍後初ゴールを決めた。
2018-19シーズン、2019年1月、リヴァプールとの契約を2024年まで延長、シーズン中は多くのアシストを決め、2018-19シーズンのPFA年間ベストイレブンに選ばれるまでの活躍を見せた。また、5月4日のニューカッスル戦でチームメートのトレント・アレクサンダー＝アーノルドが10アシスト目を記録したことで（この時点で既にロバートソンは10アシストを記録していた）、プレミアリーグで初めて同一チームのDFが揃ってシーズン10アシスト以上を記録したこととなった（ロバートソン自身は11アシストを記録した）。UEFAチャンピオンズリーグ決勝のトッテナム戦ではゴールを脅かすシュートを放ち、得意のクロスでチャンスを演出、守備でも好プレーを見せリヴァプールの14年ぶりとなるチャンピオンズリーグ優勝に貢献した。
2019-20シーズン、チャンピオンズリーグGS第2節のレッドブル・ザルツブルク戦でアーノルドのアシストからヨーロッパカップ戦での初ゴールを決めた。攻撃面では昨年程の貢献は出来なかったが、DF面では進歩するなど、30年振りとなるリーグ優勝に貢献した。最終的にリーグ戦では12アシストを決め、昨シーズンのアシスト数を更新した。
2020-21シーズンのリーグ戦では10のアシストを決めた。2022-23シーズン、リーグ17節のアストン・ヴィラ戦でモハメド・サラーへのアシストを決め、これまでレイトン・ベインズが保持していたプレミアリーグ発足後のDFプレーヤーとしての最多アシスト記録である53を越える54を記録した。

## 代表歴
U-21年代からスコットランド代表に選出されている。
2014年3月5日、ポーランド戦に向けたメンバーに選ばれ、ワルシャワで開催された同試合の後半途中から出場し初キャップ。試合には1-0で勝利した。試合後、ゴードン・ストラカン代表監督にそのプレーぶりを絶賛された。2014年5月28日のナイジェリア戦で初スタメン。2014年11月18日に行われたイングランドとの親善試合で初ゴール。
2018年9月からは代表主将に指名された。
2024年UEFA EURO 2024に選出

## 個人成績

### クラブ
| クラブ             | シーズン     | リーグ                   | リーグ戦 | リーグ戦 | カップ戦 | カップ戦 | リーグ杯 | リーグ杯 | 国際大会 | 国際大会 | その他 | その他 | 合計 | 合計 |
| クラブ             | シーズン     | リーグ                   | 出場     | 得点     | 出場     | 得点     | 出場     | 得点     | 出場     | 得点     | 出場   | 得点   | 出場 | 得点 |
| ------------------ | ------------ | ------------------------ | -------- | -------- | -------- | -------- | -------- | -------- | -------- | -------- | ------ | ------ | ---- | ---- |
| クイーンズ・パーク | 2012-13      | リーグ1                  | 34       | 2        | 2        | 0        | 3        | 0        | -        | -        | 4      | 0      | 43   | 2    |
| クイーンズ・パーク | 通算         | 通算                     | 34       | 2        | 2        | 0        | 3        | 0        | -        | -        | 4      | 0      | 43   | 2    |
| ダンディー・U      | 2013-14      | スコティッシュ・プレミア | 36       | 3        | 5        | 2        | 3        | 0        | -        | -        | 0      | 0      | 44   | 5    |
| ダンディー・U      | 通算         | 通算                     | 36       | 3        | 5        | 2        | 3        | 0        | -        | -        | 0      | 0      | 44   | 5    |
| ハル・シティ       | 2014-15      | プレミアリーグ           | 24       | 0        | 0        | 0        | 0        | 0        | 0        | 0        | 0      | 0      | 24   | 0    |
| ハル・シティ       | 2015-16      | チャンピオンシップ       | 42       | 2        | 2        | 0        | 5        | 1        | -        | -        | 3      | 1      | 52   | 4    |
| ハル・シティ       | 2016-17      | プレミアリーグ           | 33       | 1        | 2        | 0        | 4        | 0        | -        | -        | 0      | 0      | 39   | 1    |
| ハル・シティ       | 通算         | 通算                     | 99       | 3        | 4        | 0        | 9        | 1        | 0        | 0        | 3      | 1      | 115  | 5    |
| リヴァプール       | 2017-18      | プレミアリーグ           | 22       | 1        | 1        | 0        | 1        | 0        | 6        | 0        | 0      | 0      | 30   | 1    |
| リヴァプール       | 2018-19      | プレミアリーグ           | 36       | 0        | 0        | 0        | 0        | 0        | 12       | 0        | 0      | 0      | 48   | 0    |
| リヴァプール       | 2019-20      | プレミアリーグ           | 36       | 2        | 1        | 0        | 0        | 0        | 8        | 1        | 4      | 0      | 49   | 3    |
| リヴァプール       | 2020-21      | プレミアリーグ           | 38       | 1        | 1        | 0        | 0        | 0        | 10       | 0        | 1      | 0      | 50   | 1    |
| リヴァプール       | 2021-22      | プレミアリーグ           | 29       | 3        | 4        | 0        | 4        | 0        | 10       | 0        | -      | -      | 47   | 3    |
| リヴァプール       | 2022-23      | プレミアリーグ           | 34       | 0        | 2        | 0        | 1        | 0        | 5        | 0        | 1      | 0      | 43   | 0    |
| リヴァプール       | 2023–24      | プレミアリーグ           | 23       | 3        | 2        | 0        | 1        | 0        | 4        | 0        | —      | —      | 30   | 3    |
| リヴァプール       | 2024–25      | プレミアリーグ           |          |          |          |          |          |          |          |          | —      | —      |      |      |
| リヴァプール       | 通算         | 通算                     | 218      | 10       | 11       | 0        | 7        | 0        | 55       | 1        | 6      | 0      | 297  | 11   |
| キャリア通算       | キャリア通算 | キャリア通算             | 387      | 18       | 22       | 2        | 22       | 1        | 55       | 1        | 13     | 1      | 499  | 23   |

### 代表
出場大会
- スコットランド代表

2021年 - UEFA EURO 2020（グループステージ敗退）
試合数
2024年11月18日現在
- 国際Aマッチ 80試合 4得点（2014年 - ）

| スコットランド代表 | 国際Aマッチ | 国際Aマッチ |
| 年                 | 出場        | 得点        |
| ------------------ | ----------- | ----------- |
| 2014               | 5           | 1           |
| 2015               | 3           | 0           |
| 2016               | 4           | 0           |
| 2017               | 8           | 1           |
| 2018               | 8           | 0           |
| 2019               | 6           | 1           |
| 2020               | 6           | 0           |
| 2021               | 15          | 0           |
| 2022               | 5           | 0           |
| 2023               | 7           | 0           |
| 2024               | 13          | 1           |
| 通算               | 80          | 4           |

得点
| # | 開催日         | 開催地                           | 対戦国       | スコア | 結果 | 大会                                   |
| - | -------------- | -------------------------------- | ------------ | ------ | ---- | -------------------------------------- |
| 1 | 2014年11月18日 | グラスゴー、セルティック・パーク | イングランド | 1-2    | 1-3  | 親善試合                               |
| 2 | 2017年9月1日   | ヴィリニュス、LFFスタディオナス  | リトアニア   | 0-2    | 0-3  | 2018 FIFAワールドカップ・予選          |
| 3 | 2019年6月8日   | グラスゴー、ハムデン・パーク     | キプロス     | 1-0    | 2-1  | UEFA EURO 2020予選                     |
| 4 | 2024年11月18日 | ワルシャワ、ワルシャワ国立競技場 | ポーランド   | 2-1    | 2-1  | UEFAネーションズリーグ2024-25・リーグA |

## タイトル

### チーム
リヴァプール
- UEFAチャンピオンズリーグ：2018-19
- UEFAスーパーカップ：2019
- FIFAクラブワールドカップ：2019
- プレミアリーグ：2019-20, 2024-25
- EFLカップ：2021-22、2023-2024
- FAカップ : 2021-22
- FAコミュニティ・シールド：2022

### 個人
- SPFL月間最優秀若手選手：2013年9月
- SPFL月間最優秀選手：2013年11月
- PFAスコットランド年間最優秀若手選手：2013-14
- PFAスコットランド年間ベストイレブン：2013-14
- PFA年間ベストイレブン：2018-19
- UEFAチャンピオンズリーグ ベストイレブン：2018-19, 2021-22